# 3e Convention nationale acadienne

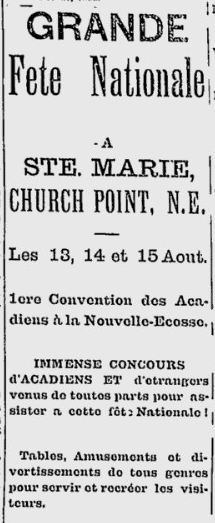
Un article de L'Évangéline annonçant la convention.

La IIIe convention nationale acadienne a lieu du 13 au 15 août 1890 à Pointe-de-l'Église, en Nouvelle-Écosse (Canada).
La Société nationale de l'Acadie, originellement appelée Société de l'Assomption, y est officialisée et Pascal Poirier en devient le premier président. Les délégués demandent que le français soit la langue d'enseignement dans les écoles acadiennes de la Nouvelle-Écosse, mais que l'anglais soit quand même enseigné conjointement.